# Nati nel 1868
| Questa pagina contiene informazioni ricavate automaticamente dalle voci biografiche con l'ausilio del template Bio e di un bot. L'aggiornamento è periodico e automatico e ricostruisce completamente la pagina. Se manca una persona in questa lista, sei pregato di non aggiungerla, ma accertati piuttosto che la sua voce biografica contenga il template Bio e che i dati anagrafici siano correttamente compilati. Se il template Bio manca, inseriscilo tu stesso o, in alternativa, metti l'avviso {{tmp\|Bio}} che ne segnala la mancanza. Se i dati riportati sono sbagliati, correggi direttamente la voce biografica; le modifiche saranno visibili in questa lista entro pochi giorni. Per chiarimenti vedi il progetto biografie. La lista contiene solo le 718 persone che sono citate nell'enciclopedia e per le quali è stato implementato correttamente il template Bio. Pagina aggiornata al 18 ago 2025. |

## Gennaio(51)
- 1º gennaio - Snitz Edwards, attore ungherese († 1937)
- 2 gennaio - Arthur Gore, tennista britannico († 1928)
- 3 gennaio - Franz Cumont, filologo classico e storico belga († 1947)
- 5 gennaio - Edward Garnett, scrittore e critico letterario inglese († 1937)
- 6 gennaio - Vittorio Monti, compositore, violinista e direttore d'orchestra italiano († 1922)
- 7 gennaio - Johannes Wilhjelm, pittore danese († 1938)
- 8 gennaio - Frank Watson Dyson, astronomo inglese († 1939)
- 8 gennaio - Alfredo Sainati, attore italiano († 1936)
- 9 gennaio - Andrea Da Mosto, archivista italiano († 1960)
- 9 gennaio - Irene Parlby, attivista e politica canadese († 1965)
- 9 gennaio - Søren Sørensen, chimico danese († 1939)
- 9 gennaio - Margaret Matilda White, infermiera e fotografa neozelandese († 1910)
- 10 gennaio - Ozaki Kōyō, scrittore giapponese († 1903)
- 11 gennaio - Cai Yuanpei, filosofo, politico e esperantista cinese († 1940)
- 11 gennaio - François Ruhlmann, direttore d'orchestra belga († 1948)
- 11 gennaio - Miguel de los Santos Serra y Sucarrats, vescovo cattolico spagnolo († 1936)
- 13 gennaio - Julian Borchardt, politico e giornalista tedesco († 1932)
- 14 gennaio - Henry Wald Bettmann, compositore di scacchi statunitense († 1935)
- 14 gennaio - Noe Zhordania, politico e rivoluzionario georgiano († 1953)
- 15 gennaio - Luigi Fontana Russo, economista italiano († 1953)
- 15 gennaio - Otto von Lossow, generale tedesco († 1938)
- 16 gennaio - Carlo Braida, ciclista su strada italiano († 1929)
- 16 gennaio - Armin Otto Leuschner, astronomo statunitense († 1953)
- 17 gennaio - Louis Couturat, matematico, logico e glottoteta francese († 1914)
- 18 gennaio - Huo Yuanjia, insegnante cinese († 1910)
- 18 gennaio - Suzuki Kantarō, ammiraglio e politico giapponese († 1948)
- 19 gennaio - Gustav Meyrink, scrittore, traduttore e banchiere austriaco († 1932)
- 20 gennaio - Emilio Caldara, politico italiano († 1942)
- 20 gennaio - Muhammad Farid, politico egiziano († 1919)
- 20 gennaio - Duncan McLean, calciatore scozzese († 1941)
- 20 gennaio - Okada Keisuke, politico giapponese († 1952)
- 20 gennaio - Dino Rondani, avvocato, politico e giornalista italiano († 1951)
- 21 gennaio - Felix Hoffmann, chimico e farmacista tedesco († 1946)
- 21 gennaio - Gherardo Pantano, generale italiano († 1937)
- 21 gennaio - Wilmer Cave Wright, filologa classica britannica († 1951)
- 22 gennaio - Otto Stählin, filologo classico tedesco († 1949)
- 23 gennaio - Fred Geary, calciatore inglese († 1955)
- 25 gennaio - Juventino Rosas, compositore e violinista messicano († 1894)
- 26 gennaio - Theodore Sherman Palmer, zoologo e naturalista statunitense († 1955)
- 27 gennaio - Oreste Ranelletti, giurista e avvocato italiano († 1956)
- 28 gennaio - Julián Aguirre, compositore, pianista e critico musicale argentino († 1924)
- 28 gennaio - John Flanagan, discobolo, martellista e tiratore di fune irlandese († 1938)
- 28 gennaio - Frederic Lamond, pianista e compositore scozzese († 1948)
- 28 gennaio - Ossip Lourié, scrittore russo († 1955)
- 28 gennaio - Baldo Rossi, medico e politico italiano († 1932)
- 28 gennaio - Longyu, imperatrice cinese († 1913)
- 29 gennaio - Anselmo Ciappi, ingegnere, politico e docente italiano († 1936)
- 29 gennaio - Albin Egger-Lienz, pittore austriaco († 1926)
- 30 gennaio - Federico di Schaumburg-Lippe, principe tedesco († 1945)
- 31 gennaio - Louis Josserand, giurista francese († 1941)
- 31 gennaio - Theodore William Richards, chimico statunitense († 1928)

## Febbraio(58)
- 1º febbraio - Ștefan Luchian, pittore rumeno († 1916)
- 1º febbraio - Francesco Rossi, prefetto e politico italiano († 1943)
- 2 febbraio - Alexander Atabekian, anarchico armeno († 1940)
- 2 febbraio - Enriqueta Martí, serial killer spagnola († 1913)
- 2 febbraio - Rinaldo Rigola, sindacalista e politico italiano († 1954)
- 4 febbraio - Constance Markiewicz, politica irlandese († 1927)
- 4 febbraio - Mahmud di Pahang, sovrano malese († 1917)
- 5 febbraio - Maxine Elliott, attrice, manager e direttrice teatrale statunitense († 1940)
- 5 febbraio - Hugh Ford, regista e sceneggiatore statunitense († 1952)
- 6 febbraio - Alfredo Felici, avvocato e politico italiano († 1951)
- 7 febbraio - Achille Porta, generale italiano († 1953)
- 7 febbraio - Cesare Saccaggi, pittore italiano († 1934)
- 8 febbraio - Lionel Walter Rothschild, banchiere, politico e zoologo britannico († 1937)
- 9 febbraio - Joseph Charles, tennista statunitense († 1950)
- 10 febbraio - George Gorringe, generale britannico († 1945)
- 10 febbraio - August Musger, prete e fisico austriaco († 1929)
- 10 febbraio - William Allen White, curatore editoriale, scrittore e politico statunitense († 1944)
- 10 febbraio - Valdemaro di Prussia, principe prussiano († 1879)
- 12 febbraio - William Faversham, attore inglese († 1940)
- 12 febbraio - Tommaso Monti, generale italiano († 1917)
- 12 febbraio - Heinrich Triepel, giurista tedesco († 1946)
- 13 febbraio - Sergio Der Abrahamian, arcivescovo cattolico armeno († 1952)
- 13 febbraio - Pietro Mazzone, cantante e chitarrista italiano († 1934)
- 14 febbraio - Carlo Alberto Garufi, paleografo italiano († 1948)
- 14 febbraio - Hovhannes Kajaznuni, politico armeno († 1938)
- 14 febbraio - Clarice Tartufari, scrittrice italiana († 1933)
- 15 febbraio - Giacomo Curreno, avvocato e politico italiano († 1923)
- 15 febbraio - Georg Gronau, storico dell'arte tedesco († 1937)
- 15 febbraio - Constantin Rădulescu-Motru, politico e filosofo rumeno († 1957)
- 16 febbraio - Edward Sheriff Curtis, esploratore, etnologo e fotografo statunitense († 1952)
- 16 febbraio - John Rogan, statunitense († 1905)
- 16 febbraio - Wilhelm Schmidt, etnologo, antropologo e linguista austriaco († 1954)
- 17 febbraio - Félix Díaz, generale e politico messicano († 1945)
- 17 febbraio - Pavel Huyn, patriarca cattolico e arcivescovo cattolico ceco († 1946)
- 17 febbraio - Lillian Lawrence, attrice teatrale statunitense († 1926)
- 17 febbraio - Ugo Mancini, politico italiano († 1951)
- 18 febbraio - Ludovico Nicola di Giura, traduttore e sinologo italiano († 1947)
- 18 febbraio - Lorenz Müller, erpetologo tedesco († 1953)
- 19 febbraio - Enrico Annibale Butti, scrittore e drammaturgo italiano († 1912)
- 20 febbraio - Pompeu Fabra, linguista spagnolo († 1948)
- 20 febbraio - Richard Hesse, zoologo tedesco († 1944)
- 22 febbraio - Luigi Cantù, ciclista su strada italiano († 1951)
- 22 febbraio - Allan Everett, ammiraglio britannico († 1938)
- 23 febbraio - Henry Bergman, attore statunitense († 1946)
- 23 febbraio - William Edward Burghardt Du Bois, sociologo, storico e saggista statunitense († 1963)
- 23 febbraio - Leonardo Paterna Baldizzi, architetto italiano († 1942)
- 24 febbraio - Édouard Alphonse James de Rothschild, banchiere e giocatore di polo francese († 1949)
- 25 febbraio - Erwin Baum, politico tedesco († 1950)
- 25 febbraio - Georg Grimm, giurista e magistrato tedesco († 1945)
- 26 febbraio - Leonard Borwick, pianista inglese († 1925)
- 26 febbraio - Venceslau Brás, avvocato e politico brasiliano († 1966)
- 26 febbraio - Bertha Worms, pittrice e insegnante francese († 1937)
- 27 febbraio - Pietro Burgatti, matematico e fisico italiano († 1938)
- 28 febbraio - Augusto Avancini, politico italiano († 1939)
- 29 febbraio - Ugo Brizi, botanico e micologo italiano († 1949)
- 29 febbraio - Romualdo Giani, filosofo italiano († 1931)
- 29 febbraio - Ludvig Müller, attore teatrale e regista teatrale norvegese († 1922)
- 29 febbraio - Augusto Serena, letterato italiano († 1946)

## Marzo(45)
- 1º marzo - Sophie Chotek von Chotkowa, nobildonna ceca († 1914)
- 1º marzo - Achille Paroche, tiratore a segno francese († 1933)
- 1º marzo - Adolf von Trotha, ammiraglio tedesco († 1940)
- 1º marzo - Adolfo Wildt, scultore italiano († 1931)
- 2 marzo - Roggero Musmeci Ferrari Bravo, scrittore italiano († 1937)
- 2 marzo - Eduardo Piola Caselli, magistrato, giurista e politico italiano († 1943)
- 2 marzo - Edmund Schulthess, politico svizzero († 1944)
- 3 marzo - Émile-Auguste Chartier, filosofo, giornalista e scrittore francese († 1951)
- 3 marzo - Guglielmo Grassi, vescovo cattolico italiano († 1954)
- 4 marzo - Friedrich Wilhelm Kopsch, anatomista tedesco († 1955)
- 4 marzo - Alejandro Lerroux, politico spagnolo († 1949)
- 5 marzo - Panagīs Tsaldarīs, politico greco († 1936)
- 7 marzo - Giovanni Giacometti, pittore svizzero († 1933)
- 7 marzo - Mikhail Andreyevich Reysner, giurista, storico e psicologo russo († 1928)
- 9 marzo - Edgardo Cassani, clarinettista, direttore d'orchestra e compositore italiano († 1936)
- 12 marzo - Victor Whitechurch, scrittore inglese († 1933)
- 13 marzo - Alessandro Marzaroli, scultore italiano († 1951)
- 14 marzo - Emily Murphy, giurista, scrittrice e attivista canadese († 1933)
- 14 marzo - Ascensión Nicol Goñi, religiosa spagnola († 1940)
- 15 marzo - Francesco Paolo Finocchiaro, pittore italiano († 1947)
- 15 marzo - Lida Gustava Heymann, attivista tedesca († 1943)
- 16 marzo - Charles Meyer, ciclista su strada e pistard danese († 1931)
- 16 marzo - Pio Viazzi, politico, filosofo e giurista italiano († 1914)
- 17 marzo - Pirro Bottaro, pittore italiano († 1942)
- 17 marzo - Winifred Hardinge, baronessa Hardinge di Penshurst, nobildonna inglese († 1914)
- 17 marzo - René de Saussure, matematico, linguista e esperantista svizzero († 1943)
- 18 marzo - Wilhelm Stekel, medico, psicologo e psicoanalista austriaco († 1940)
- 19 marzo - Senda Berenson Abbott, allenatrice di pallacanestro statunitense († 1954)
- 19 marzo - Luigi Stefano Giarda, violoncellista e compositore italiano († 1952)
- 21 marzo - Alexander Halprin, scacchista russo († 1921)
- 22 marzo - Mihail Dragomirescu, critico letterario rumeno († 1942)
- 22 marzo - Alfred Fowler, astronomo britannico († 1940)
- 22 marzo - Robert Millikan, fisico statunitense († 1953)
- 22 marzo - Vydūnas, filosofo lituano († 1953)
- 23 marzo - Dietrich Eckart, politico tedesco († 1923)
- 23 marzo - Georges van der Poele, cavaliere belga († 1944)
- 26 marzo - Vincenzo Carbone, generale italiano († 1949)
- 26 marzo - Fu'ad I d'Egitto, re († 1936)
- 28 marzo - Cuno Amiet, pittore, illustratore e scultore svizzero († 1961)
- 28 marzo - Maksim Gor'kij, scrittore e drammaturgo russo († 1936)
- 29 marzo - Fabian Barcata, progettista, religioso e missionario italiano († 1954)
- 29 marzo - Richard Émile Augustin de Candolle, botanico svizzero († 1920)
- 30 marzo - Koloman Moser, pittore, designer e decoratore austriaco († 1918)
- 31 marzo - Alberto Nicola Gualano, magistrato statunitense († 1960)
- 31 marzo - Angelo Scribanti, ingegnere italiano († 1926)

## Aprile(65)
- 1º aprile - Edmond Rostand, poeta e drammaturgo francese († 1918)
- 1º aprile - Vosough od-Dowleh, politico iraniano († 1951)
- 3 aprile - Raymond Beazley, storico britannico († 1955)
- 3 aprile - Mariano La Via, politico, avvocato e glottologo italiano († 1931)
- 3 aprile - Alfredo Savini, pittore italiano († 1924)
- 4 aprile - Alessandra di Anhalt, principessa tedesca († 1958)
- 4 aprile - Johannes Hermannus Berends, vescovo vetero-cattolico olandese († 1941)
- 4 aprile - Ezio Cerpi, architetto italiano († 1958)
- 4 aprile - Philippa Fawcett, matematica e educatrice britannica († 1948)
- 4 aprile - Léopold Ramus, schermidore francese († 1950)
- 5 aprile - Enrico Bemporad, editore italiano († 1944)
- 5 aprile - Leopold Freund, radiologo austriaco († 1943)
- 6 aprile - Otto Ellison von Nidlef, generale austro-ungarico († 1947)
- 6 aprile - Helen Hyde, pittrice e illustratrice statunitense († 1919)
- 6 aprile - Léopold Leau, matematico, linguista e glottoteta francese († 1943)
- 6 aprile - Georges Lefèvre, schermidore francese
- 6 aprile - Umberto Veruda, pittore austro-ungarico († 1904)
- 7 aprile - Edgar Adams, nuotatore, tuffatore e numismatico statunitense († 1940)
- 7 aprile - Raffaele Caporali, politico italiano († 1957)
- 7 aprile - José de Castro, giornalista, avvocato e politico portoghese († 1929)
- 7 aprile - Burkhard Huwiler, missionario e vescovo cattolico svizzero († 1954)
- 7 aprile - Lloyd Osbourne, scrittore statunitense († 1947)
- 8 aprile - Federico Caprilli, militare e cavaliere italiano († 1907)
- 9 aprile - James H. Leuba, psicologo statunitense († 1946)
- 10 aprile - George Arliss, attore britannico († 1946)
- 10 aprile - Ed Barrow, dirigente sportivo statunitense († 1953)
- 11 aprile - Luigi Contratti, scultore italiano († 1923)
- 13 aprile - Nathan Banks, entomologo e aracnologo statunitense († 1953)
- 13 aprile - Gustave Geley, medico e parapsicologo francese († 1924)
- 13 aprile - Emilie Snethlage, ornitologa tedesca († 1929)
- 14 aprile - Peter Behrens, architetto e designer tedesco († 1940)
- 14 aprile - Ernesto Cianciolo, funzionario e prefetto italiano († 1946)
- 14 aprile - Annie Scott Dill Maunder, astronoma e matematica britannica († 1947)
- 15 aprile - Antônio Francisco Braga, compositore brasiliano († 1945)
- 16 aprile - Spottiswoode Aitken, attore scozzese († 1933)
- 16 aprile - Alfred Goldsborough Mayer, zoologo e entomologo statunitense († 1922)
- 16 aprile - Franz Melchers, pittore, incisore e disegnatore olandese († 1944)
- 19 aprile - Paul Harris, avvocato statunitense († 1947)
- 19 aprile - Max von Schillings, compositore e direttore d'orchestra tedesco († 1933)
- 20 aprile - John Francis Hylan, politico statunitense († 1936)
- 20 aprile - Sheldon Lewis, attore statunitense († 1958)
- 20 aprile - Charles Maurras, giornalista, saggista e politico francese († 1952)
- 20 aprile - Ignaz Stolz, pittore austro-ungarico († 1953)
- 21 aprile - Abram Michajlovič Dragomirov, generale russo († 1955)
- 21 aprile - Robert Herrick, scrittore statunitense († 1938)
- 21 aprile - Rosendo Mendizábal, musicista e compositore argentino († 1913)
- 22 aprile - George D. Baker, regista e sceneggiatore statunitense († 1933)
- 22 aprile - Maria Valeria d'Asburgo-Lorena, nobildonna austriaca († 1924)
- 23 aprile - Richard Cassirer, neurologo tedesco († 1925)
- 24 aprile - Pietro Mastri, poeta e avvocato italiano († 1932)
- 24 aprile - Vincenzo Sellaro, medico italiano († 1932)
- 24 aprile - Kázmér Zichy, nobile e scrittore ungherese († 1955)
- 25 aprile - Pietro Capparoni, medico e storico italiano († 1947)
- 25 aprile - Ernst Linder, generale e cavaliere svedese († 1943)
- 25 aprile - Willie Maley, allenatore di calcio e calciatore scozzese († 1958)
- 25 aprile - Bruno Meissner, assiriologo e archeologo tedesco († 1947)
- 26 aprile - Harold Harmsworth, editore, giornalista e nobile britannico († 1940)
- 28 aprile - Émile Bernard, pittore francese († 1941)
- 28 aprile - Ferdinando Livini, medico italiano († 1947)
- 28 aprile - Bartolomeo Nogara, archeologo e filologo italiano († 1954)
- 28 aprile - Hélène de Pourtalès, velista svizzera († 1945)
- 28 aprile - Georgij Feodos'evič Voronoj, matematico russo († 1908)
- 29 aprile - Alice Keppel, nobildonna scozzese († 1947)
- 29 aprile - Pio di San Luigi, religioso italiano († 1889)
- 30 aprile - Fritz von Loßberg, generale tedesco († 1942)

## Maggio(62)
- 1º maggio - Federico Carlo d'Assia-Kassel, sovrano († 1940)
- 1º maggio - Ferruccio Garavaglia, attore italiano († 1912)
- 2 maggio - Crescenzo Del Monte, poeta italiano († 1935)
- 2 maggio - Robert Williams Wood, fisico e inventore statunitense († 1955)
- 3 maggio - Max König, politico tedesco († 1941)
- 4 maggio - Fritz de Quervain, chirurgo svizzero († 1940)
- 5 maggio - Émile Gaston Chassinat, egittologo e archeologo francese († 1948)
- 5 maggio - Leo Nardus, schermidore e falsario olandese († 1955)
- 5 maggio - Ulrich Stutz, giurista e storico tedesco († 1938)
- 6 maggio - Gaston Leroux, poeta, giornalista e scrittore francese († 1927)
- 6 maggio - Edoardo Salazar, militare e politico italiano († 1942)
- 7 maggio - John MacBride, rivoluzionario irlandese († 1916)
- 7 maggio - Stanisław Przybyszewski, scrittore, drammaturgo e poeta polacco († 1927)
- 8 maggio - Luciano Conti, ingegnere italiano († 1940)
- 8 maggio - Erich Hoffmann, dermatologo tedesco († 1959)
- 9 maggio - Enrico Astolfo Scuri, sollevatore e lottatore italiano († 1935)
- 10 maggio - Viktor Hantzsch, geografo e storico tedesco († 1910)
- 10 maggio - Ettore Perosio, pianista e direttore d'orchestra italiano († 1919)
- 12 maggio - Myrtle Corbin, statunitense († 1928)
- 12 maggio - Giuseppe De Lorenzi, ammiraglio italiano († 1921)
- 12 maggio - Ciro Grassi, compositore e organista italiano († 1952)
- 12 maggio - Tito Montefinale, generale e politico italiano († 1959)
- 12 maggio - Al Shean, attore tedesco († 1949)
- 12 maggio - Boris Pinhasovič Tomaševskij, cantante, attore e editore ucraino († 1939)
- 13 maggio - Peter Hansen, pittore danese († 1928)
- 13 maggio - Niccolò Introna, dirigente d'azienda italiano († 1955)
- 13 maggio - Sumner Paine, tiratore a segno statunitense († 1904)
- 13 maggio - Robert Proctor, bibliografo e bibliotecario britannico († 1903)
- 14 maggio - Magnus Hirschfeld, medico e scrittore tedesco († 1935)
- 14 maggio - Vladimir Vazov, generale e politico bulgaro († 1945)
- 16 maggio - Cesare Aimonetti, topografo e geodeta italiano († 1950)
- 16 maggio - Luigi Petrassi, pittore italiano († 1948)
- 17 maggio - Raffaello Silvestrini, medico italiano († 1959)
- 18 maggio - Eugenio Filippo Albani, mecenate e politico italiano († 1935)
- 18 maggio - Giuseppe Boriani, generale e politico italiano († 1943)
- 18 maggio - Nicola II di Russia, sovrano russo († 1918)
- 19 maggio - John Fillmore Hayford, ingegnere e geodeta statunitense († 1925)
- 20 maggio - Karl Brandi, storico tedesco († 1946)
- 20 maggio - Jonas Staugaitis, politico lituano († 1952)
- 21 maggio - Xavier Léon, filosofo e storico della filosofia francese († 1935)
- 21 maggio - René Nulens, ciclista su strada e pistard belga († 1924)
- 21 maggio - Marie-Berthe de Rohan, nobile boema († 1945)
- 22 maggio - Spirito Maria Chiappetta, ingegnere, architetto e presbitero italiano († 1948)
- 22 maggio - Augusto Pestana, politico e ingegnere brasiliano († 1934)
- 23 maggio - Hardee Kirkland, regista, attore e sceneggiatore statunitense († 1929)
- 23 maggio - Giovanna Meneghini, religiosa e educatrice italiana († 1918)
- 24 maggio - Francesco Flamini, critico letterario e poeta italiano († 1922)
- 24 maggio - Maximilienne Guyon, pittrice e illustratrice francese († 1903)
- 25 maggio - Charles Hitchcock Adams, astronomo statunitense († 1951)
- 25 maggio - Romain Coolus, scrittore e commediografo francese († 1952)
- 25 maggio - Dawid Janowski, scacchista polacco († 1927)
- 25 maggio - Camillo Negroni, nobile italiano († 1934)
- 26 maggio - Jules-Alexandre Grün, pittore francese († 1938)
- 27 maggio - Aleksa Šantić, poeta serbo († 1924)
- 27 maggio - Henry Terry, crickettista britannico († 1952)
- 28 maggio - Jean Schopfer, tennista, scrittore e giornalista francese († 1931)
- 29 maggio - Abdülmecid II, sovrano turco († 1944)
- 29 maggio - Frédéric Alfred d'Erlanger, compositore, banchiere e mecenate francese († 1943)
- 30 maggio - Charles Dillingham, produttore teatrale statunitense († 1934)
- 30 maggio - Michele Gerardo Pasquarelli, medico e antropologo italiano († 1924)
- 30 maggio - János Zichy, nobile e politico ungherese († 1944)
- 31 maggio - Victor Cavendish, IX duca di Devonshire, nobile e politico britannico († 1938)

## Giugno(50)
- 1º giugno - Sophie von Merenberg († 1927)
- 3 giugno - Aristides Agramonte, medico e batteriologo cubano († 1931)
- 3 giugno - Robert Edeson, attore statunitense († 1931)
- 3 giugno - Gustav Herbig, linguista e etruscologo tedesco († 1925)
- 3 giugno - Sebastiano Moretti, poeta italiano († 1932)
- 4 giugno - Henri Laverne, velista francese († 1901)
- 5 giugno - James Connolly, sindacalista, rivoluzionario e patriota irlandese († 1916)
- 5 giugno - Umberto Cosmo, critico letterario italiano († 1944)
- 5 giugno - Jan Thorn Prikker, pittore olandese († 1932)
- 6 giugno - Samuel Jessurun de Mesquita, pittore e incisore olandese († 1944)
- 6 giugno - Robert Falcon Scott, marinaio e esploratore britannico († 1912)
- 7 giugno - Dante Ferraris, politico e ingegnere italiano († 1931)
- 7 giugno - Charles Rennie Mackintosh, architetto, designer e pittore scozzese († 1928)
- 7 giugno - Billy Moon, calciatore inglese († 1943)
- 7 giugno - John Sealy Townsend, fisico britannico († 1957)
- 9 giugno - Jane Avril, ballerina francese († 1943)
- 9 giugno - Alfredo Falcioni, politico italiano († 1936)
- 10 giugno - Aleksandr Sergeevič Lukomskij, generale russo († 1939)
- 11 giugno - Bert Bailey, commediografo, attore e regista neozelandese († 1953)
- 11 giugno - Luigi Brizzolara, scultore italiano († 1937)
- 11 giugno - Pasquale Sandicchi, diplomatico e politico italiano († 1957)
- 12 giugno - Luigi Fera, avvocato e politico italiano († 1935)
- 12 giugno - Julia Neilson, attrice e direttrice teatrale inglese († 1957)
- 12 giugno - André Suarès, poeta, scrittore e critico letterario francese († 1948)
- 13 giugno - Felipe Ángeles, generale e rivoluzionario messicano († 1919)
- 13 giugno - Charles Collette, ciclista su strada e pistard belga († 1928)
- 13 giugno - Wallace Clement Sabine, fisico statunitense († 1919)
- 14 giugno - Alfons Dopsch, storico austriaco († 1953)
- 14 giugno - Karl Landsteiner, medico, biologo e fisiologo austriaco († 1943)
- 14 giugno - Gilbert Walker, fisico e statistico britannico († 1958)
- 15 giugno - Georg Fuchs, drammaturgo e regista teatrale tedesco († 1949)
- 16 giugno - Märtha Adlerstråhle, tennista svedese († 1956)
- 16 giugno - Heinrich Schenker, compositore e musicologo austriaco († 1935)
- 18 giugno - Miklós Horthy, ammiraglio e politico ungherese († 1957)
- 18 giugno - Georges Lacombe, pittore e scultore francese († 1916)
- 18 giugno - Alexander Tornquist, paleontologo e geologo tedesco († 1944)
- 20 giugno - Richard Riemerschmid, architetto tedesco († 1957)
- 21 giugno - Edward Chaytor, generale neozelandese († 1939)
- 21 giugno - Paul Heider, religioso austriaco († 1936)
- 21 giugno - Alexander Kellas, alpinista e fisiologo scozzese († 1921)
- 21 giugno - Joseph Villeneuve de Janti, entomologo francese († 1944)
- 24 giugno - Camilla Lucerna, insegnante, filologa e traduttrice austriaca († 1963)
- 24 giugno - Stjepan Miletić, letterato, drammaturgo e regista croato († 1908)
- 24 giugno - Harold James Murray, scrittore e educatore britannico († 1955)
- 24 giugno - Scipio Sighele, psicologo, sociologo e criminologo italiano († 1913)
- 25 giugno - Carlo Angelo Conigliani, economista italiano († 1901)
- 26 giugno - Gaetano Campanile Mancini, giornalista, sceneggiatore e regista italiano († 1942)
- 29 giugno - George Ellery Hale, astronomo e ottico statunitense († 1938)
- 30 giugno - Lauri Ingman, politico, teologo e arcivescovo luterano finlandese († 1934)
- 30 giugno - Alois Musil, arabista, esploratore e scrittore ceco († 1944)

## Luglio(50)
- 1º luglio - Frédéric Blanchy, velista francese († 1944)
- 1º luglio - Bob Cole, compositore, attore e drammaturgo statunitense († 1911)
- 1º luglio - Giuseppe Mazzarella, giurista e etnologo italiano († 1958)
- 2 luglio - Marziale Ducos, giornalista e politico italiano († 1955)
- 4 luglio - Johannes van Dijk, canottiere olandese († 1938)
- 4 luglio - Henrietta Swan Leavitt, astronoma statunitense († 1921)
- 5 luglio - Léon Lhoest, ciclista su strada e pistard belga († 1935)
- 6 luglio - Mildred Mansel, attivista inglese († 1942)
- 6 luglio - Vittoria del Galles, principessa inglese († 1935)
- 6 luglio - Norman Warne, editore inglese († 1905)
- 7 luglio - Diodato Del Gaizo, monaco cristiano, paroliere e musicista italiano († 1943)
- 7 luglio - Frank Gilbreth, ingegnere statunitense († 1924)
- 7 luglio - Delfino Orsi, giornalista e politico italiano († 1929)
- 8 luglio - Vincent McNabb, religioso, presbitero e scrittore irlandese († 1943)
- 8 luglio - Loyola O'Connor, attrice statunitense († 1931)
- 8 luglio - Jacob Pleydell-Bouverie, VI conte di Radnor, politico inglese († 1930)
- 9 luglio - Abraham Langlet, chimico svedese († 1936)
- 9 luglio - Gustav Noske, politico tedesco († 1946)
- 9 luglio - Alexandre Promio, regista e fotografo francese († 1926)
- 10 luglio - William Bradley, pittore e incisore statunitense († 1962)
- 10 luglio - Růžena Svobodová, scrittrice ceca († 1920)
- 12 luglio - Henri Abraham, fisico e docente francese († 1943)
- 12 luglio - Stefan George, poeta tedesco († 1933)
- 12 luglio - Conrad Karl Röderer, tiratore a segno svizzero († 1928)
- 13 luglio - Emilio Bello Codesido, diplomatico e politico cileno († 1963)
- 14 luglio - Gertrude Bell, archeologa, scrittrice e esploratrice britannica († 1926)
- 15 luglio - Luigi Cicconetti, militare e politico italiano († 1945)
- 16 luglio - Georges de la Chapelle, tennista francese († 1923)
- 17 luglio - Michail Koronatovič Bachirev, ammiraglio russo († 1920)
- 17 luglio - Leopoldo Metlicovitz, pittore e illustratore italiano († 1944)
- 18 luglio - Julius Beresford, canottiere britannico († 1959)
- 19 luglio - Florence Foster Jenkins, cantante statunitense († 1944)
- 19 luglio - Francesco Saverio Nitti, economista, politico e saggista italiano († 1953)
- 20 luglio - Miron Cristea, arcivescovo ortodosso e politico rumeno († 1939)
- 20 luglio - José Félix Uriburu, generale e politico argentino († 1932)
- 25 luglio - Marcel Journet, basso francese († 1933)
- 25 luglio - Giuseppe Valguarnera, nobile e politico italiano
- 26 luglio - Paul Delorme, fisico e imprenditore francese († 1956)
- 27 luglio - Adolfo Berio, magistrato e politico italiano († 1954)
- 27 luglio - George Morren, pittore belga († 1941)
- 28 luglio - Harry Blackstaffe, canottiere britannico († 1951)
- 28 luglio - Thomas Peter Krag, scrittore norvegese († 1913)
- 28 luglio - Giuseppe Pellizza da Volpedo, pittore italiano († 1907)
- 28 luglio - Leonhard Ragaz, teologo, giornalista e politico svizzero († 1945)
- 28 luglio - Theodor Wulf, fisico e gesuita tedesco († 1946)
- 29 luglio - Paolo Camerini, politico e bibliografo italiano († 1937)
- 29 luglio - Gerolamo Mordeglia, organaro italiano († 1947)
- 30 luglio - Pier Gabriele Goidanich, glottologo e politico italiano († 1953)
- 31 luglio - Adolf Tortilowicz von Batocki-Friebe, politico tedesco († 1944)
- 31 luglio - Millo Bortoluzzi, pittore italiano († 1933)

## Agosto(60)
- 1º agosto - Jules-Gustave Besson, pittore francese († 1942)
- 1º agosto - Mario Bezzi, entomologo italiano († 1927)
- 2 agosto - Costantino I di Grecia, sovrano († 1923)
- 2 agosto - Theodor Wolff, giornalista e scrittore tedesco († 1943)
- 3 agosto - Oreste Margarucci, medico italiano († 1959)
- 3 agosto - August Natterer, pittore tedesco († 1933)
- 3 agosto - Gustavo Semmola, politico italiano († 1941)
- 3 agosto - Emanuele Virgilio, vescovo cattolico italiano († 1923)
- 4 agosto - Paolo Arri, pittore italiano († 1939)
- 5 agosto - Marie Belloc Lowndes, scrittrice britannica († 1947)
- 5 agosto - Oskar Merikanto, compositore, pianista e organista finlandese († 1924)
- 5 agosto - Boris Aleksandrovič Turaev, storico, egittologo e orientalista russo († 1920)
- 6 agosto - Paul Claudel, poeta, drammaturgo e diplomatico francese († 1955)
- 6 agosto - Armand Thiéry, filosofo e psicologo belga († 1955)
- 7 agosto - Ernesto Artom, diplomatico e politico italiano († 1935)
- 7 agosto - Granville Bantock, compositore britannico († 1946)
- 7 agosto - Vladislav Iosifovič Bortkevič, economista e statistico russo († 1931)
- 7 agosto - Carlo Cattapani, giornalista, militare e artista italiano († 1925)
- 7 agosto - Jean-Baptiste Nguyễn Bá Tòng, vescovo cattolico vietnamita († 1949)
- 8 agosto - Giovanni Celesia di Vegliasco, avvocato e politico italiano († 1948)
- 8 agosto - John Cusack, politico e imprenditore australiano († 1956)
- 10 agosto - Hugo Eckener, dirigibilista e imprenditore tedesco († 1954)
- 10 agosto - Adolfo Faggi, filosofo e psicologo italiano († 1953)
- 10 agosto - Luigi Ferri, vescovo cattolico italiano († 1952)
- 10 agosto - Theodore Marston, regista e sceneggiatore statunitense († 1920)
- 11 agosto - Enrico Festa, naturalista italiano († 1939)
- 11 agosto - Théodore Ruyssen, filosofo e pacifista francese († 1967)
- 12 agosto - Frederic Thesiger, I visconte Chelmsford, politico britannico († 1933)
- 13 agosto - Mario Baratta, geografo italiano († 1935)
- 13 agosto - Adolfo Cambridge, I marchese di Cambridge, nobile britannico († 1927)
- 13 agosto - Vasilij Aleksandrovič Dolgorukov, militare e principe russo († 1918)
- 13 agosto - Camillo Olivetti, ingegnere e imprenditore italiano († 1943)
- 14 agosto - José Mardones, cantante e basso spagnolo († 1932)
- 14 agosto - Leone Sinigaglia, compositore italiano († 1944)
- 16 agosto - Josef Cumpe, compositore di scacchi boemo († 1943)
- 16 agosto - Georges Victor-Hugo, pittore e velista francese († 1925)
- 16 agosto - Luigi Scabia, medico e psichiatra italiano († 1934)
- 17 agosto - Edward Józef Abramowski, sociologo e psicologo polacco († 1918)
- 17 agosto - Alexandre Bergès, schermidore francese
- 17 agosto - Ljudmyla Mychajlivna Staryc'ka-Černjachivs'ka, scrittrice, traduttrice e critica letteraria ucraina († 1941)
- 18 agosto - Reynold A. Nicholson, iranista, islamista e arabista britannico († 1945)
- 20 agosto - Luigi Forino, musicista, violoncellista e compositore italiano († 1936)
- 20 agosto - Ellen Roosevelt, tennista statunitense († 1954)
- 21 agosto - Alessandro Da Lisca, ingegnere italiano († 1947)
- 23 agosto - Erik Boström, tiratore a segno svedese († 1932)
- 23 agosto - Dušan Jurkovič, architetto, designer e etnografo slovacco († 1947)
- 23 agosto - Edgar Lee Masters, poeta, scrittore e avvocato statunitense († 1950)
- 23 agosto - Paul Otlet, bibliografo belga († 1944)
- 24 agosto - Egil Eide, attore, regista e attore teatrale norvegese († 1946)
- 25 agosto - Louis Auguste-Dormeuil, velista francese († 1951)
- 25 agosto - Nikolaos Levidīs, tiratore a segno greco
- 25 agosto - José Sevenants, pianista e compositore belga († 1946)
- 25 agosto - Yamada Bimyō, scrittore e critico letterario giapponese († 1910)
- 26 agosto - Carl Schmidt, orientalista tedesco († 1938)
- 27 agosto - Sebastiano Castagna, militare e ingegnere italiano († 1938)
- 27 agosto - John Grün, circense lussemburghese († 1912)
- 29 agosto - Michail Nikolaevič Pokrovskij, storico e funzionario sovietico († 1932)
- 30 agosto - Armida Parsi-Pettinella, mezzosoprano italiano († 1949)
- 31 agosto - Michele Maluta, imprenditore e dirigente sportivo italiano († 1943)
- 31 agosto - Ludwig Pick, patologo tedesco († 1944)

## Settembre(55)
- 1º settembre - Ignazio Florio jr, imprenditore italiano († 1957)
- 1º settembre - Kin Hubbard, umorista e disegnatore statunitense († 1930)
- 2 settembre - Enea Noseda, politico italiano († 1947)
- 3 settembre - Maria Boni Brighenti, infermiera e militare italiana († 1915)
- 3 settembre - Mary Parker Follett, filosofa, politologa e scrittrice statunitense († 1933)
- 3 settembre - Émile Auguste Wéry, pittore francese († 1935)
- 3 settembre - Adolf de Meyer, fotografo francese († 1946)
- 5 settembre - Maurice Caullery, biologo francese († 1958)
- 5 settembre - Kee Groot, attivista olandese († 1934)
- 6 settembre - Georges de Feure, pittore e designer francese († 1943)
- 6 settembre - Salvatore Franco, inventore italiano († 1934)
- 6 settembre - Axel Hägerström, filosofo svedese († 1939)
- 6 settembre - Heinrich Häberlin, politico svizzero († 1947)
- 7 settembre - Josephine Ditt, attrice statunitense († 1939)
- 7 settembre - Giacomo De Martino, nobile, diplomatico e politico italiano († 1957)
- 7 settembre - Bianca di Borbone-Spagna, principessa spagnola († 1949)
- 8 settembre - María Venegas de la Torre, religiosa messicana († 1959)
- 10 settembre - Albert Hahl, funzionario tedesco († 1945)
- 11 settembre - Henry Justin Allen, politico statunitense († 1950)
- 11 settembre - Clément Brun, pittore francese († 1920)
- 11 settembre - Hugó Hoch, schermidore ungherese († 1931)
- 11 settembre - Carlo Antonio di Hohenzollern-Sigmaringen, principe tedesco († 1919)
- 12 settembre - Jan Brandts Buys, compositore olandese († 1933)
- 13 settembre - Otokar Březina, poeta ceco († 1929)
- 13 settembre - Giovanni Domenico Mayer, ingegnere italiano († 1925)
- 14 settembre - Ludwig Pollak, archeologo e mercante d'arte austro-ungarico († 1943)
- 15 settembre - Ava Lowle Willing, socialite statunitense († 1958)
- 15 settembre - Vittorio Molà, ammiraglio italiano
- 15 settembre - Billy Saward, maratoneta britannico († 1944)
- 16 settembre - Giovan Battista Grassi Privitera, educatore, letterato e glottologo italiano († 1941)
- 16 settembre - Federico Hermanin, critico d'arte e museologo italiano († 1953)
- 16 settembre - Albert William Herre, ittiologo e zoologo statunitense († 1962)
- 17 settembre - Carl Brockelmann, orientalista e arabista tedesco († 1956)
- 18 settembre - Jan Verkade, pittore olandese († 1946)
- 21 settembre - Ol'ga Leonardovna Knipper, attrice teatrale russa († 1959)
- 21 settembre - Eduard Norden, filologo classico e storico delle religioni tedesco († 1941)
- 22 settembre - Louise McKinney, politica canadese († 1931)
- 22 settembre - Eustace Miles, giocatore di pallacorda britannico († 1948)
- 22 settembre - Arthur Page, tennista britannico († 1958)
- 24 settembre - Émile Baumann, scrittore francese († 1941)
- 24 settembre - Silvio Crespi, imprenditore, inventore e politico italiano († 1944)
- 24 settembre - Giovanni Gamberoni, arcivescovo cattolico italiano († 1929)
- 25 settembre - Kristian Birch-Reichenwald Aars, filosofo e psicologo norvegese († 1917)
- 25 settembre - Luciano Franco, ingegnere e architetto italiano († 1943)
- 25 settembre - Jaroslav Kvapil, poeta, drammaturgo e librettista ceco († 1950)
- 25 settembre - Mario Novaro, poeta, filosofo e imprenditore italiano († 1944)
- 26 settembre - Henry Franklin Gilbert, compositore statunitense († 1928)
- 26 settembre - Henry Sutton, velista britannico († 1936)
- 27 settembre - Abraham Buschke, dermatologo tedesco († 1943)
- 28 settembre - Alfredo Frassati, editore, giornalista e politico italiano († 1961)
- 28 settembre - Evelyn Beatrice Hall, scrittrice e biografa britannica († 1956)
- 28 settembre - Giuseppe Innocenti, funzionario e politico italiano († 1949)
- 30 settembre - Pierina Legnani, ballerina italiana († 1930)
- 30 settembre - William Metzger, imprenditore statunitense († 1933)
- 30 settembre - José Serrato, economista, ingegnere e politico uruguaiano († 1960)

## Ottobre(49)
- 1º ottobre - Annie Sophie Cory, scrittrice indiana († 1952)
- 2 ottobre - Fabrizio Maffi, politico e medico italiano († 1955)
- 2 ottobre - Giuseppe Pino, inventore italiano († 1952)
- 3 ottobre - Francisco de Asís Vidal y Barraquer, cardinale e arcivescovo cattolico spagnolo († 1943)
- 4 ottobre - Marcelo Torcuato de Alvear, politico argentino († 1942)
- 4 ottobre - Francis Ernest Lloyd, biologo e botanico inglese († 1947)
- 4 ottobre - Giuseppe Ferruccio Montesano, psicologo e psichiatra italiano († 1961)
- 7 ottobre - Benvenuto Fineschi, fantino italiano († 1946)
- 7 ottobre - Frederick Hovey, tennista statunitense († 1945)
- 8 ottobre - Felice Assennato, politico italiano († 1957)
- 8 ottobre - Max Slevogt, pittore tedesco († 1932)
- 9 ottobre - Carla Celesia di Vegliasco, pittrice italiana († 1939)
- 11 ottobre - Joseph Anglade, saggista, filologo e insegnante francese († 1930)
- 11 ottobre - Giovanni Chevalley, ingegnere italiano († 1954)
- 11 ottobre - Arturo Donaggio, psichiatra italiano († 1942)
- 11 ottobre - Ernst Kornemann, storico tedesco († 1946)
- 11 ottobre - Oreste Lo Valvo, avvocato, pubblicista e saggista italiano († 1947)
- 12 ottobre - August Horch, imprenditore e ingegnere tedesco († 1951)
- 12 ottobre - Mariano Trías, politico filippino († 1914)
- 14 ottobre - Alessandro Padoa, matematico italiano († 1937)
- 16 ottobre - Mario Cermenati, naturalista e politico italiano († 1924)
- 16 ottobre - Franz von Epp, generale e politico tedesco († 1947)
- 17 ottobre - James Cowan, calciatore e allenatore di calcio scozzese († 1918)
- 17 ottobre - Sophia Hayden, architetta statunitense († 1953)
- 17 ottobre - Nikolaj Nikolaevič di Leuchtenberg, generale russo († 1928)
- 18 ottobre - Jevhenija Jarošyns'ka, scrittrice, pedagogista e etnografa ucraina († 1904)
- 18 ottobre - Luigi Storero, ciclista su strada, pilota automobilistico e imprenditore italiano († 1955)
- 19 ottobre - John Saint-Helier Lander, pittore inglese († 1944)
- 22 ottobre - Antonio Cappelli, presbitero, storico e bibliotecario italiano († 1939)
- 22 ottobre - Lillian Hayward, attrice statunitense († 1947)
- 22 ottobre - Arthur Lord, golfista statunitense († 1960)
- 23 ottobre - Frederick Lanchester, ingegnere britannico († 1946)
- 23 ottobre - Lin Sen, politico cinese († 1943)
- 24 ottobre - Maria Barbella, assassina italiana († 1950)
- 24 ottobre - Giulio Ceretti, ingegnere e imprenditore italiano († 1934)
- 24 ottobre - Charles Conder, pittore inglese († 1909)
- 24 ottobre - Alexandra David-Néel, scrittrice e esploratrice francese († 1969)
- 24 ottobre - Fritz Hoffmann-La Roche, imprenditore svizzero († 1920)
- 24 ottobre - Teresa Mariani, attrice italiana († 1914)
- 26 ottobre - Fred Gamble, attore statunitense († 1939)
- 26 ottobre - Waldemar Wilenius, architetto finlandese († 1940)
- 28 ottobre - James Connolly, triplista, lunghista e altista statunitense († 1957)
- 30 ottobre - Michele D'Angelo, militare italiano († 1912)
- 30 ottobre - Paul Duden, chimico tedesco († 1954)
- 30 ottobre - Angelo Jank, pittore, disegnatore e illustratore tedesco († 1940)
- 30 ottobre - Fusakichi Omori, geofisico e sismologo giapponese († 1923)
- 30 ottobre - Pasquale Sfameni, medico e scienziato italiano († 1955)
- 31 ottobre - Rudolf Kraus, patologo e batteriologo ceco († 1932)
- 31 ottobre - Edwin McKim, regista, sceneggiatore e attore statunitense († 1942)

## Novembre(51)
- 1º novembre - Si Kaddour Benghabrit, imam e diplomatico algerino († 1954)
- 2 novembre - Frank Mobley, calciatore inglese († 1940)
- 2 novembre - Taikan Yokoyama, pittore giapponese († 1958)
- 4 novembre - Camille Jenatzy, ingegnere e pilota automobilistico belga († 1913)
- 4 novembre - La Bella Otero, ballerina e attrice spagnola († 1965)
- 5 novembre - Louise Deglane, fotografa francese († 1936)
- 5 novembre - George Milne, I barone Milne, generale britannico († 1948)
- 7 novembre - Delfim Moreira, avvocato e politico brasiliano († 1920)
- 7 novembre - Ireneo Sanesi, filologo, critico letterario e poeta italiano († 1964)
- 8 novembre - Joe Choynski, pugile statunitense († 1943)
- 8 novembre - Felix Hausdorff, matematico tedesco († 1942)
- 8 novembre - Arthur MacEvoy, crickettista britannico († 1904)
- 8 novembre - Carlo Montani, pittore, illustratore e giornalista italiano († 1936)
- 9 novembre - Pietro Calchi Novati, vescovo cattolico italiano († 1952)
- 9 novembre - Marie Dressler, attrice canadese († 1934)
- 9 novembre - Bernard Edmunds, golfista statunitense († 1930)
- 9 novembre - William Horwood, generale e poliziotto britannico († 1943)
- 10 novembre - Gichin Funakoshi, karateka e maestro di karate giapponese († 1957)
- 10 novembre - Giuseppe Garuti, scenografo, costumista e illustratore italiano († 1954)
- 10 novembre - Maude Turner Gordon, attrice statunitense († 1940)
- 11 novembre - Domenico Giambonini, tiratore a segno svizzero († 1956)
- 11 novembre - Édouard Vuillard, pittore francese († 1940)
- 12 novembre - Anna Missuna, geologa, mineralogista e paleontologa russa († 1922)
- 12 novembre - Francesco Scandone, storico italiano († 1957)
- 13 novembre - Annibale Pastore, filosofo italiano († 1956)
- 13 novembre - Erika Wedekind, soprano tedesco († 1944)
- 14 novembre - Robert Gaillard, attore, regista e scrittore statunitense († 1941)
- 14 novembre - Raffaello Reghini, generale italiano († 1930)
- 14 novembre - Antonio Taramelli, archeologo italiano († 1939)
- 15 novembre - Ferruccio Giannini, tenore italiano († 1948)
- 15 novembre - Emil Racoviță, biologo, zoologo e speleologo rumeno († 1947)
- 17 novembre - Korbinian Brodmann, neurologo tedesco († 1918)
- 18 novembre - Driekske van Bussel, arciere olandese († 1951)
- 18 novembre - Ambrogio Clerici, generale e politico italiano († 1955)
- 18 novembre - Agnes Henningsen, scrittrice danese († 1962)
- 18 novembre - Enrico Polo, violinista italiano († 1953)
- 18 novembre - Ernest Tassart, schermidore francese († 1930)
- 19 novembre - Gustave-Auguste Ferrié, ingegnere e generale francese († 1932)
- 20 novembre - August Euler, aviatore tedesco († 1957)
- 21 novembre - Pietro Aleksandrovič di Oldenburg, nobile († 1924)
- 21 novembre - Federico Tinoco Granados, politico e generale costaricano († 1931)
- 22 novembre - John Forssman, patologo e batteriologo svedese († 1947)
- 22 novembre - John Nance Garner, politico statunitense († 1967)
- 23 novembre - Ettore Gabrici, archeologo e numismatico italiano († 1962)
- 24 novembre - John Quertier Le Pelley, calciatore e dirigente d'azienda britannico († 1948)
- 25 novembre - Ernesto Luigi d'Assia, sovrano tedesco († 1937)
- 26 novembre - François-Xavier Brunet, vescovo cattolico canadese († 1922)
- 28 novembre - Lev Chinčuk, ambasciatore sovietico († 1944)
- 28 novembre - Louis Franck, politico e avvocato belga († 1937)
- 28 novembre - Ludovico Gavotti, arcivescovo cattolico italiano († 1918)
- 28 novembre - Arnold Grimme, botanico tedesco († 1958)

## Dicembre(59)
- 2 dicembre - Hans Haas, teologo tedesco († 1934)
- 2 dicembre - Francis Jammes, poeta francese († 1938)
- 2 dicembre - Leopoldo Ferdinando d'Asburgo-Lorena, principe austriaco († 1935)
- 3 dicembre - Ubaldo Mazzini, storico e giornalista italiano († 1923)
- 4 dicembre - Jesse Burkett, giocatore di baseball statunitense († 1953)
- 4 dicembre - Charles Henri Dumesnil, ammiraglio francese († 1946)
- 4 dicembre - Richard Roland Holst, pittore olandese († 1938)
- 5 dicembre - Percy Nash, regista britannico († 1958)
- 5 dicembre - Arnold Sommerfeld, fisico e matematico tedesco († 1951)
- 5 dicembre - Luciano Zuccoli, scrittore, giornalista e romanziere svizzero († 1929)
- 6 dicembre - Lisandro de la Torre, politico e avvocato argentino († 1939)
- 7 dicembre - Delaval Astley, ufficiale e giocatore di curling britannico († 1951)
- 7 dicembre - Theophil Wurm, vescovo luterano tedesco († 1953)
- 8 dicembre - Giovanni Bognetti, storico e giornalista italiano († 1935)
- 8 dicembre - Leopoldo Cassone, compositore italiano († 1935)
- 8 dicembre - Norman Douglas, scrittore britannico († 1952)
- 8 dicembre - Max Neuburger, medico tedesco († 1955)
- 8 dicembre - Giacomo Setaccioli, compositore italiano († 1925)
- 9 dicembre - Alberto De Marinis Stendardo di Ricigliano, generale e politico italiano († 1940)
- 9 dicembre - Fritz Haber, chimico tedesco († 1934)
- 9 dicembre - Paolo Lega, anarchico italiano († 1896)
- 9 dicembre - Prosper Poullet, politico belga († 1935)
- 9 dicembre - Ivan Regen, biologo e entomologo sloveno († 1947)
- 10 dicembre - Alberto Pelloux, mineralogista italiano († 1948)
- 12 dicembre - Félix Mesnil, zoologo, microbiologo e biologo francese († 1938)
- 13 dicembre - Mario Sammarco, baritono italiano († 1930)
- 13 dicembre - Paolino Tribbioli, vescovo cattolico italiano († 1956)
- 15 dicembre - Zino Zini, scrittore e filosofo italiano († 1937)
- 16 dicembre - William Craven, IV conte di Craven, nobile e politico inglese († 1921)
- 16 dicembre - William Brown Macdougall, pittore, incisore e illustratore scozzese († 1936)
- 18 dicembre - Carlo Perosi, cardinale italiano († 1930)
- 19 dicembre - Antonio Belloni, critico letterario italiano († 1934)
- 19 dicembre - Josep Comas i Solà, astronomo spagnolo († 1937)
- 19 dicembre - Fausto Gambardella, militare e politico italiano († 1953)
- 19 dicembre - Paul Lebeau, chimico francese († 1959)
- 19 dicembre - Eleanor H. Porter, scrittrice statunitense († 1920)
- 19 dicembre - Guido Semenza, ingegnere italiano († 1929)
- 19 dicembre - Théodore Steeg, politico francese († 1950)
- 20 dicembre - Roderick Chisholm, progettista britannico († 1912)
- 20 dicembre - Harvey Samuel Firestone, imprenditore statunitense († 1938)
- 20 dicembre - Arturo Alessandri Palma, avvocato e politico cileno († 1950)
- 21 dicembre - Italo Marchioni, imprenditore italiano († 1954)
- 22 dicembre - Gustaf Fjæstad, pittore e designer svedese († 1948)
- 22 dicembre - Jaan Tõnisson, politico, editore e avvocato estone
- 23 dicembre - Hedwig Bleibtreu, attrice austriaca († 1958)
- 24 dicembre - Jules Jacot-Guillarmod, alpinista, medico e fotografo svizzero († 1925)
- 24 dicembre - Emanuel Lasker, scacchista, matematico e goista tedesco († 1941)
- 24 dicembre - Anselmo Filippo Pecci, arcivescovo cattolico italiano († 1950)
- 24 dicembre - Richard Teichmann, scacchista tedesco († 1925)
- 24 dicembre - Gaston Velle, regista francese († 1953)
- 25 dicembre - Eugenie Besserer, attrice statunitense († 1934)
- 26 dicembre - Antonino Tripepi, storico italiano († 1948)
- 27 dicembre - Ferdinando Carlo Ludovico d'Asburgo-Lorena, nobile austriaco († 1915)
- 27 dicembre - Diego Giannini, cantante italiano († 1936)
- 27 dicembre - Bill Quash, calciatore e crickettista inglese († 1938)
- 28 dicembre - Horace Trumbauer, architetto statunitense († 1938)
- 29 dicembre - Kitamura Tōkoku, poeta e critico letterario giapponese († 1894)
- 31 dicembre - Charles Wallace Richmond, ornitologo statunitense († 1932)
- 31 dicembre - Léonce de Grandmaison, teologo e presbitero francese († 1927)

## Senza giorno specificato(63)
- Ljubov' Isaakovna Aksel'rod, filosofa russa († 1946)
- William Attrill, crickettista e calciatore francese († 1939)
- Hjalmar Bergstrøm, drammaturgo e scrittore danese († 1914)
- Maria Borsa, cantante italiana († 1926)
- Arturo Capone, presbitero e storiografo italiano († 1944)
- Amedeo Colla, scultore italiano († 1947)
- John R. Cumpson, attore statunitense († 1913)
- Mwanga II di Buganda, politico ugandese († 1903)
- Enrico Del Lungo, militare italiano († 1942)
- Antonio della Porta, giornalista, poeta e scrittore italiano († 1938)
- Pasquale Dessanay, poeta italiana († 1919)
- Dinuzulu kaCetshwayo, sovrano († 1913)
- Edward W. Donn Jr., architetto statunitense († 1953)
- Walter Edwin, regista e attore inglese
- Fritz Erler, pittore, grafico e scenografo tedesco († 1940)
- Edmund Edward Fournier d'Albe, fisico irlandese († 1933)
- Gaetano Galvani, scultore italiano († 1945)
- Mangascià Giovanni, militare etiope († 1907)
- Greene and Greene, architetto statunitense († 1957)
- Charles Holmes, pittore, editore e scrittore inglese († 1936)
- Ahmet İhsan Tokgöz, giornalista turco († 1942)
- Frank Jewett Mather, critico d'arte e docente statunitense († 1953)
- Ambrogio Kibuuka, santo ugandese († 1886)
- Kostas Krystallis, scrittore e poeta greco († 1894)
- Domenico Lanza, avvocato e naturalista italiano († 1940)
- Hermann Lietz, pedagogista tedesco († 1919)
- Lu Haodong, disegnatore e rivoluzionario cinese († 1895)
- Diomira Magni, circense e cavallerizza italiana († 1958)
- Giuseppe Magrini, fotografo italiano († 1940)
- Rina Maluta, pittrice italiana († 1945)
- Giovanni Marchesini, filosofo e pedagogista italiano († 1931)
- Simion Mehedinți, geografo rumeno († 1962)
- Enoch Mgijima, profeta sudafricano († 1928)
- Yulian Michaux, schermidore russo († 1925)
- Lorenzo Molajoli, direttore d'orchestra italiano († 1939)
- John Moody, imprenditore statunitense († 1958)
- Muhammad al Muwaylihi, scrittore arabo († 1930)
- Enrico Zanoni, architetto italiano († 1948)
- Flaminio Pellegrini, italianista e lessicografo italiano († 1928)
- Anastasia del Montenegro, duchessa montenegrina († 1935)
- Jules Alfred Pierrot Deseilligny, astronomo francese († 1918)
- Rocco Racco, mafioso italiano († 1909)
- Little Tich, comico inglese († 1928)
- Reşit Pascià, politico ottomano († 1924)
- Leonardo Roda, pittore italiano († 1933)
- Augusto Rotondi, italiano († 1950)
- Domenico Santoro, filologo e storico italiano († 1922)
- Antonio Semiglia, contrabbassista e chitarrista italiano († 1928)
- Pacifico Sidoli, pittore italiano († 1963)
- Pietro Siorpaes, alpinista italiano († 1953)
- Dorothy Snell, infermiera inglese († 1932)
- Vincenzo Speranza, avvocato e politico italiano († 1951)
- Józef Świeżyński, politico polacco († 1948)
- Nachman Syrkin, bielorusso († 1924)
- Luigi Tazzini, pittore italiano
- Hailu Tecla Haimanot, militare etiope († 1950)
- Bajo Topulli, patriota e insegnante albanese († 1930)
- Nello Toscanelli, politico italiano († 1937)
- Fakhreddin Pascià, ufficiale e diplomatico ottomano († 1948)
- Dante Ulivi, pallonista italiano († 1953)
- Pietro Verri, militare e agente segreto italiano († 1911)
- Charles Warren, storico statunitense († 1954)
- Graça Aranha, scrittore brasiliano († 1931)